# Самариновац (Житорађа)
Самариновац је насеље у Србији у општини Житорађа у Топличком округу. Према попису из 2022. било је 603 становника (према попису из 1991. било је 785 становника).

## Демографија
У насељу Самариновац живи 596 пунолетних становника, а просечна старост становништва износи 41,4 година (42,1 код мушкараца и 40,6 код жена). У насељу има 159 домаћинстава, а просечан број чланова по домаћинству је 3,79.
Ово насеље је великим делом насељено Србима (према попису из 2002. године).
|  |

| Демографија | Демографија | Демографија |
| Година      | Становника  | Становника  |
| ----------- | ----------- | ----------- |
| 1948.       | 621         |             |
| 1953.       | 688         |             |
| 1961.       | 728         |             |
| 1971.       | 691         |             |
| 1981.       | 758         |             |
| 1991.       | 785         | 781         |
| 2002.       | 756         | 761         |
| 2011.       | 620         |             |
| 2022.       | 603         |             |

| Етнички састав према попису из 2002.‍ | Етнички састав према попису из 2002.‍ | Етнички састав према попису из 2002.‍ | Етнички састав према попису из 2002.‍ | Етнички састав према попису из 2002.‍ |
| ------------------------------------ | ------------------------------------ | ------------------------------------ | ------------------------------------ | ------------------------------------ |
|                                      |                                      |                                      |                                      |                                      |
| Срби                                 | Срби                                 |                                      | 702                                  | 92,85%                               |
| Роми                                 | Роми                                 |                                      | 54                                   | 7,14%                                |
| непознато                            | непознато                            |                                      | 0                                    | 0,0%                                 |

| Година пописа     | 1948. | 1953. | 1961. | 1971. | 1981. | 1991. | 2002. |
| ----------------- | ----- | ----- | ----- | ----- | ----- | ----- | ----- |
| Број домаћинстава | 82    | 97    | 115   | 131   | 163   | 180   | 167   |

| Број чланова      | 1 | 2  | 3  | 4  | 5  | 6  | 7  | 8 | 9 | 10 и више | Просек |
| ----------------- | - | -- | -- | -- | -- | -- | -- | - | - | --------- | ------ |
| Број домаћинстава | 5 | 33 | 22 | 22 | 26 | 37 | 13 | 3 | 1 | 5         | 4,53   |

| Пол    | Укупно | Неожењен/Неудата | Ожењен/Удата | Удовац/Удовица | Разведен/Разведена | Непознато |
| ------ | ------ | ---------------- | ------------ | -------------- | ------------------ | --------- |
| Мушки  | 325    | 67               | 231          | 20             | 7                  | 0         |
| Женски | 291    | 27               | 233          | 28             | 3                  | 0         |
| УКУПНО | 616    | 94               | 464          | 48             | 10                 | 0         |

| Пол    | Укупно                    | Пољопривреда, лов и шумарство | Рибарство                            | Вађење руде и камена | Прерађивачка индустрија       |
| ------ | ------------------------- | ----------------------------- | ------------------------------------ | -------------------- | ----------------------------- |
| Мушки  | 191                       | 87                            | 0                                    | 0                    | 21                            |
| Женски | 77                        | 68                            | 0                                    | 0                    | 2                             |
| УКУПНО | 268                       | 155                           | 0                                    | 0                    | 23                            |
| Пол    | Производња и снабдевање   | Грађевинарство                | Трговина                             | Хотели и ресторани   | Саобраћај, складиштење и везе |
| Мушки  | 1                         | 30                            | 17                                   | 0                    | 14                            |
| Женски | 0                         | 2                             | 1                                    | 0                    | 0                             |
| УКУПНО | 1                         | 32                            | 18                                   | 0                    | 14                            |
| Пол    | Финансијско посредовање   | Некретнине                    | Државна управа и одбрана             | Образовање           | Здравствени и социјални рад   |
| Мушки  | 1                         | 0                             | 14                                   | 2                    | 3                             |
| Женски | 0                         | 0                             | 0                                    | 0                    | 3                             |
| УКУПНО | 1                         | 0                             | 14                                   | 2                    | 6                             |
| Пол    | Остале услужне активности | Приватна домаћинства          | Екстериторијалне организације и тела | Непознато            | Непознато                     |
| Мушки  | 0                         | 0                             | 0                                    | 1                    | 1                             |
| Женски | 1                         | 0                             | 0                                    | 0                    | 0                             |
| УКУПНО | 1                         | 0                             | 0                                    | 1                    | 1                             |